# Hồi lớn
 Phân biệt với đại hồi, có tên khoa học là Illicium verum.
Hồi lớn (danh pháp: Illicium majus) là một loài thực vật có hoa trong họ Schisandraceae. Loài này được Hook. f. & Thomson miêu tả khoa học đầu tiên năm 1872.